# Alla hjärtans dag
| Chokladpraliner och rosor som gåvor. |  | Chokladpraliner och rosor som gåvor. |
| Chokladpraliner och rosor som gåvor. |  |                                      |

Alla hjärtans dag är en vanlig benämning i Sverige på Valentindagen, som firas varje år den 14 februari. Den kan i sin moderna form i Sverige härledas från amerikansk sed, men har sitt ursprung i traditioner som uppstod kring helgonet Sankt Valentin under medeltiden i Frankrike och England och i en vårfest med rötter i antiken. Den 14 februari kallas också Sankt Valentins dag och vändagen.

## Historia
Firandet av helgonet Valentinus den 14 februari började inom den katolska kyrkan redan i slutet av 400-talet, men exakt vem denne var är oklart. Flera olika martyrer med namnet Valentinus från 200- och 300-talet är dokumenterade, även om nästan ingenting konkret är känt om dem. Enligt en senmedeltida helgonlegend ska Sankt Valentinus ha återgett synen åt sin fångvaktares dotter – något som kom att inlemmas i vissa moderna historier om Sankt Valentin.
Kopplingen till romantik och kärlek uppkom först under medeltiden, i England, Skottland och norra Frankrike, med en sedvänja att genom lottning para ihop ungdomar två och två inför vårens och sommarens lekar och danser. Kopplingen uppstod möjligtvis också genom en folklig föreställning om att fåglar i mitten av februari sökte och fann sin partner. Detta inspirerade pojkar och flickor att fundera på vem som skulle bli deras Valentin, det vill säga vem som de skulle hålla ihop med minst ett år framöver. Även i Sverige har seden att på lek para ihop flickor och pojkar funnits, men av tradition varit förlagd till pingsten.
I 1300-talets England och Frankrike blev Valentindagen en fest för ungdomar och förälskade, och parbildningslekar av olika slag var vanliga. Det var först då som helgonet som sådant började förknippas med kärlek. Under medeltiden uppstod där också en sed att skriva kärleksbrev med rimmade dikter till sin käraste, som senare på 1800-talet utvecklades till tryckta och utsirade Valentinkort, ofta smyckade med sidenband och spetsar. Valentindagen är väletablerad i alla engelskspråkiga länder, där kärleksbrev och små presenter brukar överlämnas.
Olika sentida berättelser om Sankt Valentin med romantiskt innehåll har tillkommit. Enligt en berättelse av dessa var Sankt Valentin kristen präst som levde i Rom under 200-talet och fick lida martyrdöden efter att ha trotsat kejsar Claudius II:s förbud att viga unga par. Innan han avrättades lyckades han smuggla ut ett kort till fångvaktarens dotter (jämför med den medeltida legenden ovan) som han var mycket förälskad i – vilket skulle vara det första Valentinkortet och ursprung till seden att skicka kort denna dag. Valentin sägs även ha haft för vana att plocka blommor i trädgården och ge dem till älskande par. Detta påstås ha givit upphov till seden att ge varandra blommor på alla hjärtans dag.
Den äldsta kända Valentinhälsningen är från 1477, då den unga Margery Brew skickade en hälsning till sin trolovade John Paston som hon kallade sin ”worshipful and well beloved valentine”.

## I modern tid, efter 1960-talet

### Arabvärlden
I en del arabiska länder, till exempel Tunisien, börjar man alltmer fira det som kallas "kärlekens dag". "Kärlekens dag" i Tunisien infaller den 14 februari varje år, samma dag som alla hjärtans dag firas runt om i världen.

### Brasilien
I Brasilien firas Dia dos namorados (svenska: de älskandes dag) på ett avvikande datum, den 12 juni i stället för 14 februari. 
Dagen skapades 1949 av handlarna i São Paulo för att göra något åt den svaga försäljningen i månaden juni. De vände sig till publicisten João Doria som med inspiration från alla hjärtans dag i Europa och USA skapade Dia dos namorados den 12 juni, aftonen före Sankt Antonius dag, äktenskapets beskyddare. Trots sloganen ’Det är inte bara med kyssar du visar kärlek’ dröjde det ett tiotal år innan firandet slog igenom bredare. 
Idag[när?] är Dia dos namorados landets tredje största försäljningshögtid efter jul och mors dag.

### Finland
I Finland kallas dagen för "vändagen". Som namnet antyder är denna dag till för att framför allt komma ihåg sina vänner. Dagen har uppmärksammats sedan år 1987 då den upptogs i kalendern. Följande år upptogs dagen också i den svenskspråkiga almanackan. Innan dess var alla hjärtans dag i Finland känd främst från serietidningar och filmvärlden, även om dagen marknadsfördes för köpmän i kommersiellt syfte redan på 1960-talet. Till en början kallades dagen på svenska också för Valentindagen i direktöversättning från engelskan. År 1991 kunde man således i Finland, förutom finska kort, köpa svenskspråkiga kort med såväl texten ”Valentin”, ”vändagen” som ”alla hjärtans dag”.
Postverket förespråkade tidigt att sända kort till sina vänner. I början av 2000-talet kulminerade den nya traditionen då upp till 5 miljoner kort skickades med anledning av vändagen. Därefter började småningom postgången avta och de digitala hälsningarna på webben att dominera.
Vändagsbakelser, middagar och blommor hör dagen till.
På alla hjärtans dag uppmuntrar bland annat Finlands Röda Kors människor att delta i frivilligt vänarbete.

### Japan och Sydkorea
I Japan och Sydkorea är det vanligt förekommande att flickor ger tycka-om-choklad och plikt-choklad till vänner och personer de tycker om. Detta i sin tur medför att pojkarna förväntas ge tillbaka något den 14 mars.

### Kroatien
I Kroatien är det inte ovanligt att flickor och pojkar ger licitarhjärtan till personen de tycker om.

### Storbritannien
I Storbritannien räknar man med att nästan halva befolkningen skickar kort, blommor, choklad och andra presenter på Valentine's Day. Sammanlagt beräknas 25 miljoner kort skickas.
I Wales firas Dydd Santes Dwynwen (övers. Sankt Dwynwens dag) den 25 januari. Firandet kan ersätta Valentine's Day men förekommer också parallellt med ett sedvanligt Valentine's Day. Sankt Dwynwens dag högtidlighåller Sankt Dwynwen, den walesiska skyddspatronen för kärlek.
Det walesiska namnet för Sankt Valentin är Sant Ffolant.

### Sverige
I Sverige har firandet av Sankt Valentin och alla hjärtans dag inte förekommit i någon större utsträckning förrän på 1960-talet, efter att det av kommersiella skäl lanserades och möjligen också utifrån amerikansk kulturell påverkan. Nordiska Kompaniet försökte 1956 lansera dåvarande Skottdagen, den 24 februari, som "Alla Hjärtans Dag", då kvinnor skulle ge en present till mannen som hon älskade. Skottdagen var enligt tradition den dag då kvinnor fick uppvakta män. Året därpå flyttade NK "Alla Hjärtans Dag" till Valentindagen, utifrån amerikansk tradition. Samma år hoppade Sveriges blomsterbransch på detta försäljningsknep och försökte introducera "Valentine's day",. Först 1985 markerades dagen offentligt som alla hjärtans dag i svenska kalendrar. Under 1990-talet tog firandet fart, inte minst i skolorna.
Det har blivit en dag då man uttrycker kärlek till personer man älskar, särskilt en kärlekspartner, nära vänner och hemliga förälskelser. Det kan ske med fina ord, uppvaktning och gåvor. Enligt en rapport, som Svensk Handel publicerade 2019 och som är sammanställd av enkätsvar från omkring 1 000 tillfrågade svenskar i åldern 18–80 år i januari 2019, var det 41 procent som planerade att uppmärksamma alla hjärtans dag. 2018 var siffran 46 procent. Enligt 2019 års rapport var en present vanligast att ge som gåva, tätt följt av att bjuda den man tyckte om på middag.
På alla hjärtans dag säljs över fyra miljoner rosor i Sverige (läst 2012). Framförallt efterfrågas mörkröda rosor. Eftersom efterfrågan på rosor i världen är större än tillgången just denna dag, säljs det även många mörkröda tulpaner och nejlikor då.

## Alla hjärtans dag i populärkulturen
Ett antal filmer har gjorts, vilka utspelar sig på alla hjärtans dag eller skildrar olika aspekter av den, däribland Utflykt i det okända (1975), I Hate Valentine's Day (2009) och Valentine's Day (2010).